# 월그린스 부츠 얼라이언스
월그린스 부츠 얼라이언스(Walgreens Boots Alliance, Inc., WBA)는 일리노이주 디어필드에 본사를 둔 미국의 다국적 지주회사로, 소매 약국 체인인 월그린(미국), 부츠(영국) 뿐만 아니라 여러 제약 제조 및 유통 회사를 소유하고 있다. 이 회사는 월그린스가 아직 소유하지 않은 얼라이언스 부츠(Alliance Boots)의 지분 55%를 매입한 후 2014년 12월 31일에 설립되었다. 총 인수 가격은 현금 49억 달러, 보통주 1억 4430만 주, 공정 가치 107억 달러이다. 월그린스는 이전에 2012년 8월에 회사의 45%를 40억 달러에 매입했으며, 보통주 8,340만 주를 매입했으며, 나머지 주식은 3년 이내에 매입할 수 있는 옵션도 포함했다. 월그린스는 거래가 완료된 후 새로 설립된 회사의 자회사가 되었다. 2022년 기준으로 월그린스 부츠 얼라이언스는 총 수익 기준으로 미국 최대 기업의 포춘 500대 기업 순위에서 18위를 차지했다.
2022년 회계연도에 회사는 2021년 회계연도보다 0.1% 증가한 1,327억 달러의 매출을 기록했고, 순이익은 43억 달러로 증가했다. 합병된 사업체는 2022년 8월 31일 현재 9개국에서 사업을 운영하고 있다. 월그린스는 이전에 미국과 미국 영토 내에서만 사업을 운영한 반면 얼라이언스 부츠는 보다 다국적 사업을 운영했다.
회사는 2014년 12월 31일부터 WBA라는 기호로 나스닥에서 거래를 시작했다. 2018년 6월 26일, 다우존스 산업 지수에서 월그린스 부츠 얼라이언스가 제너럴 일렉트릭을 대체했다. 이 회사는 또한 나스닥 100 및 S&P 500 지수의 구성 요소이다.